# Sacred Odyssey: Rise of Ayden
Sacred Odyssey: Rise of Ayden est un jeu vidéo de rôle iOS et Android développé par Gameloft et sorti le 29 janvier 2011.

## Gameplay
Le protagoniste doit acquérir de nouveaux objets et capacités qui lui permettent de résoudre des énigmes environnementales et de trouver des coffres au trésor secrets. Le but ultime est de retourner chez une princesse.

## Réception critique
Le jeu a un score Metacritic de 84% basé sur 14 critiques.
AppSafari a déclaré: « J'ai été surpris par la quantité de détails qui entraient dans Sacred Odyssey. Le jeu est gratuit mais fonctionne de manière transparente et offre une variété de défis qui ont été mêlés à des histoires divertissantes. » SlideToPlay a écrit « Sacred Odyssey utilise la formule de Zelda comme point de départ, mais innove avec des puzzles et un level design exceptionnellement intelligents. » Gamepro a déclaré: « C'est une aventure de RPG à grande échelle, et pour le moment, il n'y a rien sur l'App Store qui puisse s'y comparer. Zelda est ce qu'ils visaient, et Zelda est ce qu'ils ont. » IGN a écrit « Il s'agit essentiellement d'un Zelda 3D pour votre iPhone. Il manque une partie de la personnalité contagieuse de Zelda, mais offre de grandes aventures et des pièces de théâtre. Le combat est simple sans être simpliste. » TouchArcade a déclaré: « Je me suis beaucoup amusé avec Sacred Odyssey: Rise of Ayden et je recommande vivement à tout fan de Zelda de l'essayer. Vous aurez une bonne idée de savoir si vous voulez ou non continuer au moment où vous atteignez le mur des paiements, et j'espère que vous êtes quelque part avec la connectivité afin que vous puissiez la dépasser. » Modojo a écrit « Gameloft n'a pas battu Zelda, pas même de près, mais Sacred Odyssey a les ingrédients nécessaires pour un succès, y compris des tonnes d'action, une pléthore de missions et des personnages sympathiques, même s'ils ressemblent à de la drogue. Touch Arcade a déclaré « Gameloft déclare qu'il s'agit du RPG d'action le plus ambitieux à ce jour sur l'AppStore. L'ambition est une chose, mais la concrétiser en est une autre. Malheureusement, Sacred Odyssey manque dans trop de domaines, dont beaucoup sont primordiaux pour que ce genre réussisse. » 